# Białoskrzydł
Białoskrzydł – polski herb szlachecki z nobilitacji. Nazwa herbu jest stylizowana na staropolską, co było częstą praktyką w przypadku herbów nadawanych w epoce Stanisława Augusta Poniatowskiego.

## Opis herbu
W polu czerwonym z muru srebrnego o pięciu rzędach - pół gryfa srebrnego w prawo, z dziobem i szponami złotymi. 
W klejnocie nad hełmem w koronie trzy pióra strusie.
Labry czerwone podbite srebrem.

## Historia herbu
Nadany wraz ze szlachectwem w 1791 r. podporucznikowi Janowi Antony.

## Herbowni
Antony.